# ویرا (فیلم ۲۰۱۱)
ویرا (به انگلیسی: Veera) فیلمی هندی محصول سال ۲۰۱۱ و به کارگردانی رامش وارما است. در این فیلم بازیگرانی همچون راوی تجا، کجال آگاروال، تاپسی پانو، سری‌دیوی ویجی‌کومار، شمس‌الدین ابراهیم، راهول دو، نثار، روجا سلوامانی و تلنگانا شکونتلا ایفای نقش کرده‌اند.